# Tunnel Aichelberg

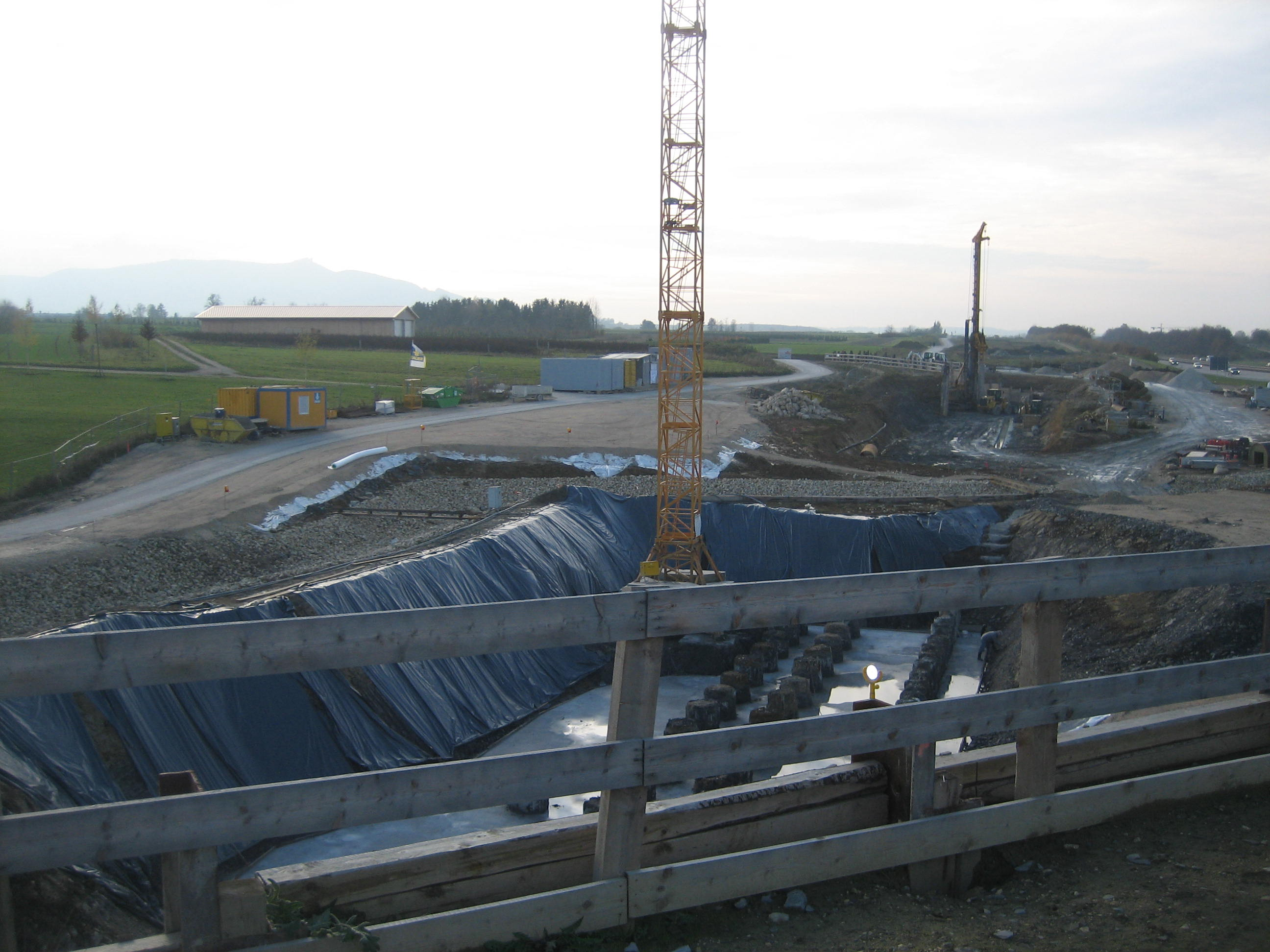
Tunnel Aichelberg, Baustelle vor dem Tunnel, 2016

Der Tunnel Aichelberg (ehemals auch Tunnel Rastplatz vor dem Aichelberg) ist ein 253 m langer Eisenbahntunnel der Schnellfahrstrecke Wendlingen–Ulm. Der einröhrige, zweigleisige Tunnel liegt zwischen den Streckenkilometern 43,320 und 43,572.

## Lage
Der Tunnel überquert die Grenze zwischen den Landkreisen Esslingen und Göppingen. Das Westportal liegt auf der Gemarkung der Gemeinde Weilheim an der Teck, das Ostportal liegt auf der Gemarkung der Gemeinde Aichelberg. Er befindet sich zwischen den Streckenkilometern 37,223 und 37,475 der Schnellfahrstrecke und unterfährt den namensgebenden südlichen Rastplatz an der A 8.

## Planung
In der Planungs- und Bauphase war der Tunnel Teil des Planfeststellungsabschnitts 2.1c der Schnellfahrstrecke. Für diesen Abschnitt lag ab April 2002 das Baurecht vor.
Der Tunnel wurde als zweigleisiges Rahmenbauwerk in offener Bauweise hergestellt. Die lichte Höhe beträgt 6,95 m über Schienenoberkante, die lichte Weite 12,30 m. Unter der Bauwerkssohle ist ein bis 1,0 m dicker Sohlfilter geplant. Der Tunnel erhält ein Maulprofil. Der Ausbruchsquerschnitt beträgt 68 Quadratmeter.
Für den Rohbau rechnete DB Netz mit einer Bauzeit von rund einem Jahr. Dabei sollte der westliche Bereich des Rastplatzes um rund 2,80 Meter angehoben werden. Die Entwurfsgeschwindigkeit beträgt 250 km/h. Um diese Geschwindigkeit letztlich zuzulassen, waren aerodynamische Untersuchungen erforderlich.
Im Bereich des Rastplatzes sollte, als eine von 20 neuen Mobilfunkanlagen entlang der Strecke zwischen Stuttgart und Ulm, ein etwa 40 m hoher Mast für GSM-R und öffentlichen Mobilfunk entstehen. Der Gemeinderat von Aichelberg lehnte die Maßnahme Mitte Dezember 2017 ab, anschließend hatte das Landratsamt Göppingen zu entscheiden.
Begegnungen von Personen- und Güterzügen im Tunnel waren Anfang der 2020er Jahre Gegenstand einer Untersuchung.

## Vergabe und Bau
Die Arbeiten für den Tunnel wurden zusammen mit einem rund vier Kilometer langen Abschnitt der Neubaustrecke Ende September 2014 europaweit ausgeschrieben. Der Bauauftrag mit einem Volumen von 39 Millionen Euro für einen fünf Kilometer langen Abschnitt der Schnellfahrstrecke, einschließlich des Tunnels, erging im Mai 2015 an eine Arbeitsgemeinschaft von Leonhard Weiss aus Göppingen und der Firma Fischer aus Weilheim an der Teck. Der namensgebende Rastplatz wurde wegen der Arbeiten am Tunnel am 9. Januar 2017 für den Verkehr gesperrt. Im Dezember 2017 war der Rohbau beendet.
Nach feierlicher Eröffnung der Schnellfahrstrecke Wendlingen–Ulm am 9. Dezember 2022 ging der Tunnel gemeinsam mit der Strecke mit dem Fahrplanwechsel am 11. Dezember 2022 in den kommerziellen Betrieb.